# Années 1760
Les années 1760 couvrent la période de 1760 à 1769.

## Événements
- 1759-1760 : fin de la guerre de la Conquête ; la Nouvelle-France est placée sous occupation militaire britannique[1].
- 1759-1767 : expulsion des jésuites du Portugal (1759), de France (1764) et d'Espagne (1767). Suppression de la Compagnie de Jésus par le pape Clément XIV en 1773[2].
- 1760 : début du règne de George III, roi de Grande-Bretagne et roi d'Irlande[3].
- 1761 : l'afghan Durrani bat les Marathes à la troisième bataille de Panipat[4].
- 1762-1796 : règne de Catherine II, impératrice de Russie[5].
- 1763 :
  - le traité de Paris met fin à la guerre de Sept Ans ; il confirme la cession de la Nouvelle-France et de la partie orientale de la Louisiane à la Grande-Bretagne et met fin à l'influence française en Inde, à l'exception de cinq comptoirs ; l'Espagne perd la Floride mais reçoit en compensation la partie occidentale de la Louisiane[6].
  - le traité de Hubertsbourg met fin à la troisième guerre de Silésie[6].
- 1763-1769 : machine de Watt ; l’ingénieur écossais James Watt met au point le fonctionnement d'une machine à vapeur équipée d'une condenseur séparé breveté en 1769[7].
- 1763-1767 : le navigateur britannique James Cook explore les côtes du Terre-Neuve-et-Labrador[8].
- 1763-1766 : rébellion de Pontiac contre les Britanniques dans la région des Grands Lacs en Amérique du Nord[9].

- 1764-1795 : règne de Stanislas Auguste Poniatowski, dernier roi de Pologne[11].
- 1765-1766 : crise du Stamp Act, une taxe sur les actes officiels, qui déclenche la révolte des Treize Colonies ; il est abrogé en mars 1766[12].
- 1766 : révolte contre Esquilache à Madrid[13].
- 1766-1769 : voyage autour du monde de Bougainville[14].
- 1767 : découverte de Tahiti par l'explorateur britannique Samuel Wallis[15].
- 1767-1769 : première guerre de Mysore[4].
- 1768-1771 : premier voyage de James Cook[8].
- 1769 :
  - l'observation du transit de Vénus en divers points du globe permet avec les observations de 1761 de mesurer la distance entre la Terre et le Soleil[16].
  - fardier de Cugnot, premier véhicule automobile à vapeur[17].

## Personnages significatifs
- Catherine II.
- James Cook, navigateur et cartographe.
- Marie-Thérèse d'Autriche (1717-1780).
- Grigori Potemkine
- Jean-Jacques Rousseau
- John Wilkes